# Gorua apicata
Gorua apicata là một loài bướm đêm trong họ Noctuidae.